# Ivan Korade
Ivan Korade (* 17. Dezember 1964 in Velika Veternička bei Zlatar; † 3. April 2008 ebenda) war ein kroatischer Generalmajor a. D.

## Leben
Korade diente im Kroatienkrieg bei der 1. Garde-Brigade „Tigrovi“ der kroatischen Armee und kämpfte vor allem im südlichen Kriegsgebiet. Bei Kämpfen um Dubrovnik im Sommer 1992 wurde Korade schwer verletzt und verlor seinen Arm. Nachdem er sich erholt hatte, kehrte er in den aktiven Dienst zurück. Ab 1993 war er Bataillonskommandeur in der 7. Garde-Brigade „Puma“, mit der er an der Militäroperation Oluja zur Rückeroberung serbisch besetzter Teile Kroatiens teilnahm. Er hisste die kroatische Fahne auf der Burg im zurückeroberten Knin. Korade galt deswegen in Kroatien als Kriegsheld. Vom Internationalen Strafgerichtshof für das ehemalige Jugoslawien in Den Haag wurde er 2002 vernommen.
Nach Angaben des kroatischen Innenministeriums verübte er am 26. März 2008 in der nordkroatischen Region Hrvatsko Zagorje einen vierfachen Mord. Die Opfer waren ein Kriegsveteran und Freund Korades sowie eine ältere Frau, deren 15-jähriger Enkelsohn und ein weiterer Mann aus der Nachbarschaft des Täters. Die siebentägige Verfolgung durch ein Sondereinsatzkommando endete am 3. April mit dem Tod eines Polizisten und dem Selbstmord von Ivan Korade nahe Zlatar Bistrica. Es wurde spekuliert, dass der Ex-General unter einem posttraumatischen Syndrom litt.
Der damalige kroatische Präsident Stipe Mesić entzog Korade posthum alle verliehenen Auszeichnungen und Orden.